# Resident Evil (filme de 2021)
Resident Evil: Welcome to Raccoon City (bra: Resident Evil: Bem-Vindo a Raccoon City; prt: Resident Evil: Raccoon City) é um filme americano-alemão de 2021, dos gêneros terror e ação, dirigido e escrito por Johannes Roberts. Adaptado das histórias do primeiro e segundo jogos da Capcom, o filme é um reboot da série de filmes Resident Evil, baseado na franquia de jogos eletrônicos de mesmo nome. É estrelado por Kaya Scodelario, Robbie Amell, Hannah John-Kamen, Avan Jogia, Lily Gao, Tom Hopper, Neal McDonough, e Donal Logue. Ambientado em 1998, a trama segue um grupo de sobreviventes durante um surto de zumbis em Raccoon City. É o sétimo filme live-action e o primeiro da franquia que não apresenta Milla Jovovich como a protagonista Alice.
O desenvolvimento do filme começou no início de 2017, logo após o lançamento de Resident Evil: The Final Chapter. Na época, o produtor James Wan demonstrou interesse no projeto. Mais tarde, o presidente da Constantin Film, Martin Moszkowicz, confirmou que um reboot da série de filmes live-action estava em desenvolvimento. No mesmo mês, Wan foi chamado para produzir o reboot com Greg Russo escrevendo o roteiro. No entanto, posteriormente, em dezembro de 2018, Johannes Roberts foi contratado como roteirista e diretor, e tanto Wan quanto Russo acabaram deixando o projeto. Durante uma entrevista ao site de notícias Screen Rant, Roberts declarou que o filme seria "super, super assustador" e mais fiel aos jogos.
Resident Evil: Welcome to Raccoon City teve sua estreia mundial no Le Grand Rex, em Paris, no dia 19 de novembro de 2021, e foi lançado nos cinemas dos Estados Unidos em 24 de novembro de 2021 pela Sony Pictures Releasing. O filme arrecadou US$ 42 milhões mundialmente e recebeu críticas mistas.

## Enredo
Na década de 1980, Claire Redfield e seu irmão mais velho, Chris, são crianças vivendo no Orfanato de Raccoon City. Claire faz amizade com Lisa Trevor, uma garota desfigurada que foi submetida a experimentos pelo Dr. William Birkin, um funcionário da Umbrella Corporation, que utiliza crianças em suas pesquisas experimentais. Claire consegue escapar do orfanato.
Em 1998, Claire retorna a Raccoon City pegando carona em um caminhão. O motorista acidentalmente atropela uma mulher na estrada, mas ela desaparece. O Dobermann do caminhoneiro lambe o sangue deixado no local e, com o tempo, começa a agir de forma errática. Em uma lanchonete, o policial novato Leon S. Kennedy percebe que a dona do estabelecimento está com sangue escorrendo dos olhos. Claire alerta Chris sobre os experimentos da Umbrella, revelando que o jornalista Ben Bertolucci é sua fonte. Após Chris sair para trabalhar, uma criança invade a casa fugindo de sua mãe; ambos estão erráticos e cobertos de sangue. Claire consegue escapar.
Na delegacia, a Alpha Team da S.T.A.R.S. se reúne com o Chefe Brian Irons, que explica que a Bravo Team desapareceu enquanto investigava uma morte na remota Mansão Spencer. A Alpha Team, composta por Chris, Jill Valentine, Richard Aiken, Brad Vickers e Albert Wesker, é enviada de helicóptero para investigar o local. Desconhecido pelos colegas, Wesker é um agente de uma organização não identificada, com a missão de roubar o vírus de Birkin. Dentro da mansão, a equipe encontra zumbis devorando os corpos da Bravo Team. Brad é mordido e acaba causando a queda do helicóptero. Richard é devorado, enquanto Chris e Jill fogem por uma passagem secreta que Wesker destranca.
O caminhoneiro, mordido por seu cão, se transforma em um zumbi e colide seu caminhão em frente à delegacia. O Chefe Irons tenta sair da cidade, mas é atacado por guardas da Umbrella que tentam conter o surto. Ele retorna à delegacia, onde Claire e Leon encontram Ben Bertolucci trancado em uma cela. Bertolucci é mordido por um preso zumbi, e a delegacia é invadida e tomada pelos infectados. Leon, Claire e Irons fogem para o orfanato, em busca de um túnel secreto da Umbrella que leva à mansão.
Um Licker mata Irons e ataca Leon, mas ele é salvo por Lisa Trevor. Lisa reconhece Claire e entrega as chaves para a passagem secreta. Claire e Leon descobrem o laboratório secreto onde a Umbrella realizava experimentos em crianças. Enquanto isso, Wesker encontra o Dr. Birkin e sua família no local, resultando em um tiroteio; ele mata a esposa de Birkin em legítima defesa. Jill atira em Wesker, que, antes de aparentemente morrer, a avisa para escapar pelo trem subterrâneo antes que a Umbrella destrua a cidade. Birkin injeta em si mesmo o "G-Vírus" e começa a se transformar em uma criatura mutante.
Chris, Sherry Birkin, Jill, Claire e Leon embarcam no trem, mas ele descarrila quando Raccoon City é destruída, permitindo que a forma monstruosa do Dr. Birkin os alcance. Leon elimina a criatura com um lança-foguetes. Enquanto a Umbrella Corporation declara que não houve sobreviventes civis após a destruição, os cinco sobreviventes saem do túnel do trem, deixando Raccoon City para trás.
Na cena pós-créditos, Wesker acorda dentro de um saco mortuário, incapaz de enxergar. Uma figura misteriosa lhe entrega um par de óculos escuros e se apresenta como Ada Wong.

## Elenco
- Kaya Scodelario como Claire Redfield, a irmã mais nova e distante de Chris que está investigando a Umbrella Corporation
- Robbie Amell como Chris Redfield, o irmão mais velho e distante de Claire e membro da Alpha Team da S.T.A.R.S., que é enviado para investigar a Mansão Spencer
- Hannah John-Kamen como Jill Valentine, uma membro da Alpha Team da S.T.A.R.S. (Special Tactics And Rescue Service / Serviço de Táticas Especiais e Resgate) e parceira de Chris
- Avan Jogia como Leon Scott Kennedy, um novato do Raccoon Police Department / Departamento de Polícia de Raccoon City (RPD) que se junta a Claire e Irons para escapar da cidade
- Lily Gao como Ada Wong, uma misteriosa espiã. Ela aparece em uma cena pós-créditos[5]
- Tom Hopper como Albert Wesker, um membro da Alpha Team da S.T.A.R.S. que trabalha como agente duplo para uma empresa rival
- Neal McDonough como William Birkin, um dos líderes dos experimentos da Umbrella
- Donal Logue como Chefe Brian Irons, o chefe de polícia do RPD[6]
- Chad Rook como Richard Aiken[7]
- Marina Mazepa como Lisa Trevor, um dos experimentos da Umbrella[8]
- Josh Cruddas como Ben Bertolucci, um teórico da conspiração que investiga a Umbrella Corporation
- Pat Thornton como motorista de caminhão, um homem que ajuda e dá uma carona a Claire até Raccoon City
- Holly De Barros como Sherry Birkin, filha de William e Annette
- Janet Porter como Annette Birkin, esposa de William
- Dylan Taylor como Kevin Dooley[7]
- Sammy Azero como Enrico Marini

## Produção

### Desenvolvimento

#### Versão de Greg Russo
A pré-produção começou no início de 2017, enquanto Resident Evil: The Final Chapter ainda estava em exibição nos cinemas. O presidente da Constantin Film, Martin Moszkowicz, afirmou que um reboot da franquia de filmes estava em desenvolvimento, e o produtor James Wan demonstrou interesse no projeto. Em 2017, Greg Russo foi escalado como roteirista. Russo, que também estava trabalhando no roteiro de Mortal Kombat (2021) na época, colaborou com Wan para criar uma história de Resident Evil que ele considerava "brutal e aterrorizante", inspirando-se no jogo Resident Evil 7: Biohazard (2017). No entanto, ele esclareceu que apenas utilizou os tons do jogo — "assustador, isolado, solitário" — e não sua narrativa. Russo também queria que a composição "Sonata ao Luar", presente em vários jogos da franquia, fosse usada nos créditos iniciais. A Constantin Film, contudo, não ficou impressionada com o roteiro, alegando que o jogo era recente demais e que um possível fracasso poderia prejudicar as vendas do filme. Durante a busca por ideias alternativas, a Constantin chegou a propor a inclusão de uma subtrama envolvendo viagem no tempo. No final, Wan e Russo decidiram abandonar o projeto devido a diferenças criativas, e suas saídas foram confirmadas em dezembro de 2018.

#### Versão de Johannes Roberts
Em dezembro de 2018, foi anunciado que Johannes Roberts seria o responsável pelo roteiro e direção do filme. Em agosto de 2019, Roberts afirmou ao Screen Rant que o reboot seria "super, super assustador" e mais fiel aos jogos do que os filmes anteriores. Em uma declaração ao Deadline Hollywood, Roberts revelou que o filme seria baseado em Resident Evil (1996) e Resident Evil 2 (1998).
Roberts disse que queria dar ao filme um tom mais sombrio. Inspirado pelos filmes de John Carpenter, incluindo Halloween, Assault on Precinct 13 e The Fog, o cineasta explicou que a história seria dividida entre dois locais principais: a Mansão Spencer do primeiro jogo e a Delegacia de Polícia de Raccoon City, que apareceu pela primeira vez em Resident Evil 2. Roberts escolheu o tom do remake do segundo jogo como modelo para o filme. Embora o diretor Paul W. S. Anderson e Milla Jovovich tenham lançado seis filmes comercialmente bem-sucedidos baseados nos jogos entre 2002 e 2017, Roberts enfatiza que sua versão seria diferente da franquia que a precedeu, dizendo:
Em outra declaração ao Deadline Hollywood, Roberts disse:
Eu realmente queria voltar aos dois primeiros jogos originais e recriar a terrível experiência visceral que tive quando os joguei pela primeira vez enquanto, ao mesmo tempo, contasse uma história humana fundamentada sobre uma pequena cidade americana moribunda que pudesse ser identificável e relevante para o público atual.
No mesmo artigo, o produtor de Resident Evil, Robert Kulzer, declarou:
Depois de uma dúzia de jogos, seis filmes live-action e centenas de páginas de fanfics, nos sentimos compelidos a retornar ao ano de 1998 para explorar os segredos escondidos nas paredes da Mansão Spencer e Raccoon City.
Nos primeiros rascunhos, o roteiro era ambicioso, incorporando uma variedade de mutantes dos dois primeiros jogos à narrativa, mesmo que de forma mais passiva. A história, desde o início, foi pensada como uma peça de elenco, comparável a Resident Evil: Apocalypse, seguindo vários personagens principais enquanto seus caminhos se cruzam. Ao longo de 2019 e 2020, o roteiro do filme foi alterado repetidamente, mantendo a história principal, mas removendo vários elementos pesados em CGI, condensando o elenco de apoio e ajustando os arcos dos protagonistas. Rascunhos anteriores também incluíam mais personagens originais, monstros e locais dos jogos, antes de Roberts ter que fazer mudanças no roteiro após o corte do orçamento de US$ 40 milhões para US$ 25 milhões. Algumas das alterações e cortes foram feitas tão tarde que a maior parte da arte conceitual criada por Daniel Carrasco para os monstros que seriam apresentados já estava pronta, incluindo Hunters, Chimeras, Crimson Heads, Pale Heads, aranhas gigantes, Neptune (tubarão gigante), Tyrant (ou Mr. X) e outros.
Originalmente, Claire e Chris não tinham nenhuma conexão com Birkin ou Ben Bertolucci; isso foi adicionado mais tarde para ajudar a simplificar a história após outras mudanças no roteiro. Os personagens também estavam mais próximos de suas versões originais dos jogos; Jill não foi escrita como uma personagem impulsiva e Claire não era uma teórica da conspiração que já conhecia as intenções da Umbrella. Barry Burton, Rebecca Chambers e outros personagens dos jogos estavam inicialmente nos roteiros, e alguns tinham cenas de morte escritas para eles. Algumas das cenas de ação foram reduzidas ou alteradas, principalmente devido aos cortes no orçamento, como uma cena em que Lisa Trevor se sacrifica atacando Birkin enquanto todos os outros escapam no trem.

### Seleção de elenco
No início de 2020, o processo de seleção de elenco estava em andamento, mas foi atrasado pela pandemia de COVID-19. Durante uma entrevista realizada em fevereiro de 2020 para a Starburst Magazine, Roberts confirmou que os detalhes a respeito do elenco estavam definidos para serem anunciados em março. Em abril de 2020, a Full Circle Cinema relatou que o estúdio estava de olho em Brenton Thwaites, Kaya Scodelario e Harris Dickinson para os respectivos papéis dos irmãos Redfield, Chris e Claire, e Leon S. Kennedy. Em 6 de outubro, o Deadline Hollywood anunciou que Kaya Scodelario e Hannah John-Kamen foram escaladas como Claire Redfield e Jill Valentine, respectivamente, ao lado de Robbie Amell, Tom Hopper, Avan Jogia e Neal McDonough, que interpretaram Chris Redfield, Albert Wesker, Leon S. Kennedy e William Birkin. Em novembro do mesmo ano, Donal Logue foi escalado como o Chefe Brian Irons, com Chad Rook no papel de Richard Aiken e Lily Gao como Ada Wong.
No Japão, a Capcom confirmou posteriormente que os personagens seriam dublados por dubladores diferentes dos filmes de Anderson. Por exemplo, Chris e Claire são dublados por Subaru Kimura e Fairouz Ai, em vez de Hiroki Tōchi e Hiroe Oka.

### Filmagens
As filmagens tiveram início em Greater Sudbury, Ontário, Canadá, em 17 de outubro de 2020, com Maxime Alexandre atuando como cinegrafista. As filmagens foram concluídas em 24 de dezembro de 2020. Em março de 2021, Roberts revelou o título completo do filme como Resident Evil: Welcome to Raccoon City. Em maio de 2021, Amell revelou que o filme estava passando por refilmagens em Toronto e Hamilton.

## Lançamento
Resident Evil: Welcome to Raccoon City teve sua estreia mundial no Le Grand Rex em Paris, França, em 19 de novembro de 2021, e foi lançado nos cinemas em 24 de novembro de 2021, pela Sony Pictures Releasing nos Estados Unidos. O lançamento foi adiado das datas originais de 3 e 9 de setembro de 2021. O filme obteve um sucesso financeiro moderado.

### Mídia doméstica
Resident Evil: Welcome to Raccoon City foi lançado em vídeo sob demanda em 21 de dezembro de 2021 e foi o filme mais alugado na plataforma Vudu durante seu primeiro fim de semana. O filme foi lançado em DVD, Blu-ray e Ultra HD Blu-ray em 8 de fevereiro de 2022, pela Sony Pictures Home Entertainment. O filme arrecadou mais de US$ 3,6 milhões com as vendas em vídeo na América do Norte.

## Recepção

### Bilheteria
Resident Evil: Welcome to Raccoon City arrecadou US$ 17 milhões nos Estados Unidos e Canadá, e US$ 25 milhões em outros territórios, totalizando US$ 42 milhões em todo o mundo.
Nos Estados Unidos e no Canadá, o filme foi lançado juntamente com House of Gucci e Encanto e tinha a projeção de arrecadar entre US$ 8–10 milhões em 2.803 cinemas durante os cinco primeiros dias de estreia. Resident Evil: Welcome to Raccoon City foi lançado nacionalmente na quarta-feira, 24 de novembro de 2021, arrecadando US$ 2,5 milhões no primeiro dia, incluindo US$ 935.000 de pré-estreias na noite de terça-feira, com um total de 225.000 ingressos vendidos. Nos primeiros cinco dias, arrecadou US$ 8,85 milhões, ocupando a quinta posição no ranking. O público foi composto por 64% de homens e 68% com idades entre 18 e 34 anos. No segundo fim de semana, o filme arrecadou US$ 2,69 milhões. No terceiro, fez US$ 1,66 milhão, terminando em sexto lugar nas bilheterias. Já no quarto fim de semana, ficou em décimo lugar, arrecadando US$ 316.480 em 719 cinemas.
Fora dos EUA e do Canadá, o filme arrecadou US$ 5,1 milhões em 15 mercados durante o fim de semana de estreia. No segundo fim de semana, somou US$ 4,2 milhões, e no terceiro, US$ 2,3 milhões. Na Tailândia, o filme arrecadou US$ 253.735 nas bilheterias. O Japão foi o mercado internacional mais lucrativo, contribuindo com US$ 5,1 milhões em bilheteria.

### Resposta da crítica
No agregador de críticas Rotten Tomatoes, 30% das 90 críticas são positivas, com uma nota média de 4,9/10. O consenso do site diz: "Resident Evil: Welcome to Raccoon City é uma adaptação afetuosamente fiel que prova ainda mais que seu material de origem não se adapta bem à tela grande." O Metacritic, que utiliza uma média ponderada, deu ao filme uma pontuação de 44 em 100, baseada em 21 críticas, indicando avaliações "mistas ou médias". O público entrevistado pelo CinemaScore deu ao filme uma nota média de "C+" em uma escala de A+ a F, enquanto os espectadores do PostTrak atribuíram uma pontuação positiva de 61%, com 48% afirmando que recomendariam o filme.
Em uma crítica positiva, Johnny Oleksinski, do New York Post, deu 3 de 4 estrelas e descreveu o filme como "uma diversão desmiolada e agradável, com menos de duas horas de duração, e com desenvolvimento de personagens suficiente para fazer você se importar um pouco quando alguém é mordido". Ferdosa Abdi, do Screen Rant, chamou o filme de "uma adaptação divertida e fiel aos jogos", mas achou que faltava "substância nos personagens". Sean Keane, do CNET, elogiou o filme, dizendo: "Apesar da falta de sustos, ajustes menores na lore dos jogos e o tom geral de galhofa, o amor do diretor Johannes Roberts por Resident Evil é evidente em todos os momentos de Welcome to Raccoon City. Com uma enxurrada de easter eggs e abordagens fascinantes sobre personagens clássicos, o filme é uma viagem alegre de volta à Mansão Spencer e ao Departamento de Polícia de Raccoon City, direcionada diretamente aos fãs."
Taylor Lyles, do IGN, deu ao filme uma nota 6/10, explicando: "O diretor Johannes Roberts merece algum crédito por se manter muito mais fiel ao material original do que os filmes de Paul W. S. Anderson. No entanto, uma duração curta, um terceiro ato apressado e a falta de elementos que o tornem verdadeiramente assustador de assistir no escuro o prejudicam imensamente. Ainda assim, deve servir como uma diversão decente para os fãs." Em uma crítica mista, Mark Hanson, da SLANT, escreveu: "Roberts estabelece claramente o ambiente industrial deprimente e assombroso de Raccoon City enquanto espaça metodicamente seus ataques de zumbis, que, embora não sejam especialmente inovadores, às vezes causam o mesmo desconforto no estômago que os jogos de Resident Evil."
Charles Bramesco, do The A.V. Club, deu ao filme um C+ e o descreveu como "totalmente desprovido de distinção visual ou personalidade criativa, características que frequentemente tornavam seus predecessores diamantes brutos intrigantes". Nick Schager, da Variety, criticou a obra, apontando "uma série de detalhes inexplicados, subtramas abandonadas, caracterizações superficiais e um caos sem sustos". Kimberly Myers, do Los Angeles Times, também fez uma avaliação negativa, observando que o filme "pode recompensar os fãs de longa data dos jogos ao retornar às origens da saga, mas outros vão querer sair da cidade, assim como os personagens do filme".

## Futuro
O diretor Johannes Roberts afirmou que, caso uma sequência fosse desenvolvida, ele gostaria de adaptar a história de Resident Evil – Code: Veronica—referenciada no filme com a aparição dos gêmeos Ashford—e, em seguida, Resident Evil 4. Ele também demonstrou interesse em adaptar Resident Evil 7: Biohazard e Resident Evil Village no futuro.
Robbie Amell declarou que esperava retornar como Chris em uma sequência que incluísse a famosa cena de "socar pedras" de Resident Evil 5. Em junho de 2022, Tom Hopper confirmou que a Sony e a Constantin Film estavam satisfeitas com o sucesso do filme nas plataformas de vídeo sob demanda e expressou seu desejo de interpretar Albert Wesker novamente.
Em outubro de 2022, o filme foi um dos vários projetos confirmados pelo produtor executivo Martin Moszkowicz como estando em desenvolvimento, juntamente com outra série de televisão que substituiria a série homônima da Netflix, cancelada dois meses antes. No entanto, os detalhes exatos não foram fornecidos, e Moszkowicz demonstrou ceticismo em relação ao lançamento dos filmes nos cinemas, caso não fossem planejados para serem grandes sucessos.

Em abril de 2023, a Raccoon HG Film Productions, que financiou Welcome to Raccoon City, recebeu um subsídio de CA$ 2 milhões da Northern Ontario Heritage Fund Corporation para a produção de um filme intitulado Resident Evil: The Umbrella Chronicles. Greater Sudbury foi escolhida como a principal localização para as filmagens. Segundo Jeff Sneider, do The InSneider, o estúdio estaria considerando Zach Cregger para dirigir o novo filme.